# اصغر آقامحمدی
اصغر آقامحمدی (زاده ۸ خرداد ۱۳۳۰ اهواز - ۲۴ آبان ۱۳۹۹ تهران) پزشک، دانشمند و ایمنی‌شناس برجسته دانشگاه علوم پزشکی تهران بود. او یکی از برجسته‌ترین ایمنی‌شناسان ایرانی بود و جوایز علمی ملی بسیاری را برای فعالیت‌های خود که بیشتر در زمینه نقص ایمنی اولیه بود، دریافت کرد. آقامحمدی توسط صدها نشریه در این زمینه در سطح بین‌المللی شناخته شده‌است و تا پیش از مرگش در اثر ابتلا به کووید ۱۹ مهمترین مشارکت کننده در آگاهی از نقص ایمنی اولیه و مدیریت بیماران نقص ایمنی در ایران بود.او جزء یک درصد برترین دانشمندان رشته ایمونولوژی بر اساس گزارش ESI هست.  او حتی در برخی از فهرست‌ها به عنوان یکی از برجسته‌ترین افراد ایرانی شناخته شده بود.